# Franco Raffaldini
Franco Raffaldini (Porto Mantovano, 30 giugno 1946) è un politico italiano.
Nativo di Porto Mantovano, Franco Raffaldini frequentò le scuole superiori a Mantova conseguendo il diploma di ragioniere. Successivamente entrò in seminario e ricevette l'ordinazione sacerdotale. Esercitò il proprio ministero a Suzzara come prete operaio e rimase nella cittadina anche dopo aver ottenuto la dispensa per motivi matrimoniali.
Alle elezioni provinciali del 1992 fu eletto consigliere per il PDS, di cui divenne poco dopo segretario provinciale. 
L'anno successivo fu il candidato del PDS alla presidenza della provincia alle elezioni anticipate, ma fu sconfitto al ballottaggio dal candidato della Lega Nord, Davide Boni, eletto col 53,2%. Raffaldini divenne comunque il capogruppo del PDS nel consiglio provinciale.
Nel 1996 fu il candidato dell'Ulivo nel collegio uninominale della Camera di Suzzara, dove inizialmente era stata annunciata la candidatura di Valter Veltroni. Fu eletto con la maggioranza assoluta dei suffragi (52,6%), incrementata ulteriormente al momento della rielezione nel 2001 (54,0% contro il 38,9% del principale sfidante, il leghista Gianni Fava).